# Јохан Деберајнер
Јохан Волфганг Деберајнер рођен је 1780. године у Немачкој и током своје каријере остварио значајан допринос развоју хемије.
Његово најпознатије дело је Деберајнеров тријадни закон, који је идентификовао сличности између три групе елемената. На пример, приметио је да је средњи атом у тријади имао просечну масу између маса првог и трећег атома.

## Остала истраживања
Деберајнер је истраживао катализу, проучавао утицај супстанци које убрзавају хемијске реакције. Његово откриће "катализатора" било је кључно за разумевање брзине хемијских процеса.
Деберајнер је такође био познат по "Деберајнеровим батеријама", уређајима састављеним од редоследа елемената према њиховим масама, који су показивали сличности у својствима.
Иако неки од његових концепта нису потпуно прихваћени или су касније развијени, његов рад допринео је темељима хемијског разумевања у 19. веку.
Деверајнер је преминуо 1849. године, али његово наслеђе остаје у историји хемије.